# 甘肃省工商业联合会
甘肃省工商业联合会，简称甘肃省工商联，同时称甘肃省民间商会，是中国共产党领导的、甘肃省工商界组成的统战性、经济性、民间性的人民团体和商会组织。